# معركة فانو
معركة فانو، أو "معركة فانوم فورتونا"، كانت معركة وقعت عام 271 بين الإمبراطورية الرومانية ويوتونجيون. قاد الرومان الإمبراطور أوريليان، وقد انتصروا فيها.

## خلفية
هُزم أويليان على يد جوثانغي في معركة بلاسينتيا عام 271، لكنه سرعان ما حشد رجاله وبدأ بملاحقة جوثانغي الذي كان بدوره يتقدّم بسرعة باتجاه روما.

## المعركة
Finally, the الجيش الروماني caught and forced a fight with the Juthungi on the Metaurus River, just inland of فانو. The crucial moment of the battle was when the Juthungi got pinned against the river, so that, when the Germanic line was forced to give way, many Juthungi fell in the river and drowned.

## بيبليوغرافيا
- Watson، Alaric (1999). Aurelian and the Third Century. Routledge. ص. 50. ISBN:0-415-07248-4.